# ستيف يانسن
ستيف يانسن (4 نوفمبر 1967 تورونتو كندا - ) هو لاعب كرة قدم كندي يلعب كمدافع.